# GNOME System Monitor
 (février 2024).
Si vous disposez d'ouvrages ou d'articles de référence ou si vous connaissez des sites web de qualité traitant du thème abordé ici, merci de compléter l'article en donnant les références utiles à sa vérifiabilité et en les liant à la section « Notes et références ».

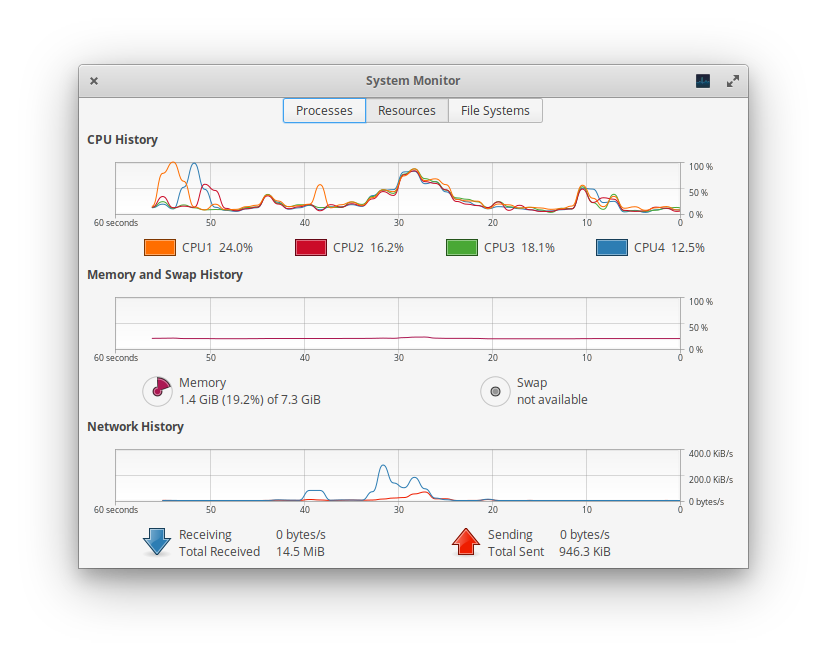
Interface graphique du Gnome System Monitor.

GNOME System Monitor est un Moniteur système créé par GNOME et qui est disponible pour Linux. GNOME System Monitor fait partie des core apps de GNOME. GNOME System Monitor a été développé par GNOME Foundation.